# Juan Gómez de Almagro
Juan Gómez de Almagro (Almagro, provincia de Ciudad Real, principios del siglo XVI-d. de 1570) fue un militar y conquistador castellano, primer alcaide y defensor de Puren, que luchó en las guerras araucanas.

## Biografía
Era hijo del hidalgo Álvar Gómez y de Catalina González, también naturales de Almagro. Marchó junto a su padre al Nuevo Mundo y llegó hacia el año 1534 junto al gobernador de Nicaragua Rodrigo de Contreras; luego pasó a Guatemala. Cuando Francisco Pizarro pidió refuerzos a Guatemala para pacificar a los incas, el capitán Juan Gómez y su padre Alvar Gómez partieron desde Guatemala con el capitán Diego de Rojas y otros caballeros y se presentaron en la ciudad de los Reyes (Lima, Perú) el año de 1537. Pedro de León, natural de Viso del Marqués, atestiguó que los conoció en la ciudad de los Reyes cuando llegó para ayudar al gobernador Francisco Pizarro. Posteriormente este los recompensó por sus servicios en las batallas dando al capitán Juan Gómez una encomienda de cientos de indios en la ciudad de San Juan de la Frontera que se pobló en el pueblo de Guamanga (Huamanga) que fue fundada y poblada por 22 españoles; allí estuvo residiendo y manteniéndola en paz junto a su padre Álvar Gómez, ya que los indios de esa comarca se levantaban en guerra con frecuencia. Pero él y su padre partieron a fines de 1539 partieron a Cuzco a resolver cuestiones económicas y se enteraron de que el gobernador Pizarro había encargado a Pedro de Valdivia una expedición para la conquista de Chile y decidieron unirse a la empresa formando parte de las diez primeras personas que partieron junto a Valdivia desde la ciudad de Cuzco hacia la conquista de Chile en el año 1540. Alvar Gómez partió como maese de campo de Valdivia y como factor y veedor de Su Majestad. El maese e hijodalgo Álvar Gómez de Almagro falleció al caer enfermo durante el largo y penoso camino, en la región desértica de Tarapacá, al norte de Chile, donde fue enterrado. Atravesaron el desierto de Atacama y llegaron al valle del Mapocho en diciembre de 1540, fundando la ciudad de Santiago del Nuevo Extremo el 12 de febrero de 1541. Estuvieron en guerra con los indios naturales de esas tierras para conquistarlas.
Su heroico comportamiento fue mencionado por Alonso de Ercilla en el canto IV de La Araucana cuando, a las órdenes del citado Pedro de Valdivia, participó en la fundación de Santiago de Chile y defendió la fortaleza de Puren de los asaltos de Lautaro y otros líderes de los indios araucanos. Al final de su vida, empobrecido, tuvo que sostener un pleito ante la Audiencia de Lima entre 1565 y 1566 para hacer valer sus méritos de guerra, que fueron muchos, luchando en la conquista de los mapuches, apoyando a todos los gobernadores de Chile, y conseguir disfrutar de una encomienda digna que le pudiese dar la renta suficiente para alimentar a su familia y mantener sus armas y caballos, así como a sus soldados.